# Ana Casas Broda
Ana Casas Broda (Granada, 1965) es una fotógrafa, escritora, gestora, docente, editora y curadora española radicada en México desde 1974. Su obra gira en torno a su autobiografía y la construcción de la identidad. Los principales temas en su trabajo son la memoria, el cuerpo, la familia, el archivo, la genealogía y la maternidad. Es autora de dos libros: Álbum (2000) y Kinderwunsch (2013).

## Trayectoria
Nació en 1965 en la ciudad andaluza de Granada, en España. Su padre era de origen español y su madre,  Johanna Broda Prucha, de origen austriaco. Su niñez la pasó viajando entre el país de su padre y Viena, lugar de residencia de su madre y su abuela. En 1974, llegó a México junto con su madre quien se mudó para trabajar en el Centro de Investigaciones y Estudios Superiores en Antropología Social (CIESAS). 
En 1983, inició su carrera fotográfica como asistente de Manuel Álvarez Bravo. Hasta 1993, residió permanentemente en la Ciudad de México. En periodos de 1989 a 1993 residió en Viena y Madrid. 
De 1983 a 1985 estudió Artes visuales en la Universidad Nacional Autónoma de México, al mismo tiempo que realizaba estudios de Fotografía en la Escuela Activa de Fotografía en la  Ciudad de Querétaro y en Casa de las Imágenes. De 1985 a 1989 formó parte del Taller de los Lunes, taller dirigido a personas jóvenes fotógrafas e impartido por Pedro Meyer, en el Consejo Mexicano de La Fotografía. En 1986 ingresó a la Escuela Nacional de Antropología e Historia (ENAH) para estudiar la licenciatura en Historia.
Durante su formación contó con profesores como Jan Saudek, Duane Michals, Eikoh Hosoe, Phillip Brookman y Jim Golldberg, Tony Catany, Alex Webb, Mary Ellen Mark, Carlos Jurado, Pablo Ortiz Monasterio, Clarissa Sligh, Raymundo Mier, Beatriz Novaro, Mark Klett, entre otros.

## Obra
Ana Casas Broda forma parte de la generación de fotografía compuesta por Maya Goded, Daniela Rossell y Gerardo Montiel Kilint, que durante los años 1990  “se insertan en una comprensión posmoderna” de la fotografía y esta se entiende más allá de una “oposición entre documentación y arte”. Este grupo es posterior y heredero de la generación de los años 1980, quienes lograron dar a su obra un giro dinámico y autoral a partir de “una articulación entre el discurso experimental y conceptual que se opuso al canon realista” del fotoperiodismo mexicano imperante desde los años 1950.
Tanto las fotógrafas como las artistas nacidas entre los años 1960 y años 1970 que estuvieron activas en la última década del siglo XX, tuvieron una influencia directa de la diversidad y la pluralidad que trajo consigo la globalización. Así mismo, esta generación de artistas, ya sea autonombradas feministas o no asumidas como tales, estuvieron influenciadas por el pensamiento feminista y bajo el lema “lo personal es político” exploraron temas cotidianos y mantuvieron una relación cercana con el cuerpo.

### Álbum
Álbum es un proyecto que gira en torno a la memoria y la identidad. En él, según Cuauhtémoc Medina, la historia de una familia “queda atravesada por una serie de transgresiones visuales: momentos en que la fotografía pretende ir más allá del memento personal para cuestionar el rol de lo fotográfico en la creación de la identidad contemporánea”. Resultado de 14 años de trabajo, Álbum está compuesto de textos de diarios, textos escritos para el proyecto, fotografías retomadas del archivo familiar, fotografías tomadas por la abuela de la artista, fotografías tomadas por la artista y vídeo. El trabajo se llevó a cabo en dos etapas: la primera fue la serie de imágenes con su abuela y la segunda etapa se centró en la elaboración del libro. 
En 1998 recibió el Premio al mejor libro en la sección de Arte de la Cancillería Federal de Austria y recibió apoyo de parte de esta institución para su publicación. En 1999 recibió apoyo para su publicación por parte del Programa de Fomento a Proyectos y Coinversiones Culturales, del Consejo Nacional para la Cultura y las Artes de México. En el año 2000 la editorial Mestizo en colaboración con el Ministerio de Cultura de Austria y del Fondo Nacional para la Cultura y las Artes (FONCA) de México publicó Álbum en español, alemán e inglés.

### Cuadernos de dieta
Cuadernos de dieta es el registro escrito en cuadernos, a manera de diario, de sus comidas a las cuales acompañaba con autorretratos de su cuerpo desnudo, que tomaba con regularidad entre los años 1986 a 1994. Las fotos no tenían la intención de ser mostradas sino que obedecían una necesidad del conocimiento del cuerpo de la artista y la relación de la construcción de una imagen propia.

### Kinderwunsch
Después del nacimiento de su primer hijo, Martín, en el 2003, Ana Casas Broda, decide fotografiar el proceso de tener a su segundo hijo, Lucio. En este proyecto, realizado entre 2006 y 2013, la artista se retrata a sí misma junto con sus dos hijos en diversas acciones realizadas para la cámara. Kinderwunsch significa “deseo de tener hijos” en alemán. En este trabajo, en el cual narra la búsqueda por concebir a sus hijos, parar la curadora Susan Bright “la fotografía actúa como un acto catalizador que le permite a la artista desbloquear las memorias suprimidas de su niñez y la relación problemática con su propia madre”.
De 2008 a 2011 el Sistema Nacional de Creadores de Arte del Fondo Nacional para la Cultura y las Artes de México le otorgó una beca para trabajar en el proyecto. En 2013, Kinderwunsch se publicó en español, inglés y alemán. El libro, compuesto de imágenes y texto, fue publicado por Editorial La Fábrica en coedición con Fundación Televisa, el Programa de Fomento a Proyectos y Coinversiones Culturales, el FONCA, el Ministerio de Educación y Arte (Bundesministerium für Unterricht und Kunst) de Austria y la editorial Hydra. 
En el 2014 obtuvo el segundo lugar al libro mejor editado de Arte del 2013, otorgado por el Ministerio de Educación, Cultura y Deporte en España.

## Obra en colecciones
La obra de Ana Casas Broda forma parte de las siguientes colecciones:
- The Birth Rites Collection, Colección pública, Universidad de Salford. Mánchester, Reino Unido
- Colección Museo de Arte Reina Sofía, Madrid, España
- Colección Fundación Televisa, Televisa, México
- Indie Photobook Library, Washington, EE. UU.
- Fotobookshow, Bristol, Inglaterra, Reino Unido
- Museo Universitario del Chopo, Ciudad de México, México
- Galerie Pabst, Múnich, Alemania
- Fotoiniciative Fluss. Schloss Wolkersdorf, Austria
- Rupertinum Salzburgo, Austria
- Galerie Fotohof. Salzburgo, Austria
- Centro de la Imagen, Ciudad de México, México

## Exposiciones

### Individuales
- 2015 Kinderwunsch. Sala Picasso, Círculo de Bellas Artes. PHototEspaña. Madrid, España.
- 2014 Kinderwunsch. Galería 184. Ensenada, Baja California, México.
- 2014 Kinderwunsch. Centre des Beaux-Arts, BOZAR Festival, Bruselas, Bélgica.
- 2003 Álbum. Tenerife, España.
- 2003 Álbum. Muralla Bizantina, Fotoencuentros Festival. Cartagena, Murcia, España.
- 2002 Álbum. Casa de América. International Festival PhotoEspaña, Femeninos. Madrid, España.
- 2000-2001 Álbum. Centro de la Imagen. Ciudad de México.
- 1997 Piscina. Gallery from the subway station Zaragoza. Ciudad de México.
- 1996 Piscina. Gallery La gartija. Puebla, México, Festival Fotoseptiembre.
- 1995 Piscina.  Centro Ajijic de Bellas Artes. Ajicjic, Jalisco, México.
- 1994 Viena 1988-1992. Sala Yerba. Murcia, España.
- 1994 Viena 1988-1992. Galería Railowsky. Valencia, España.
- 1994 Viena 1988-1992. Galerie Michael Pabst. Munich, Alemania.
- 1994 Viena 1988-1992. Galerie Fotohof. Salzburgo, Austria.
- 1993 Viena 1988-1992. Instituto de México en España. Madrid, España.
- 1993 Viena 1988-1992. Museo Universitario del Chopo. México D.F..
- 1993 Piscina. Casona II. Secretaría de Hacienda y Crédito Público. México D.F., Fotoseptiembre Festival.
- 1991 Piscina. Sala Minerva de fotografía, Círculo de Bellas Artes. Madrid, España.

## Premios
- 1998 Premio de la Sección de Arte de la Cancillería Federal de Austria por "Álbum".
- 2014 Segundo premio al mejor libro editado de Arte del 2013 del Ministerio de Educación, Cultura y Deporte de España por "Kinderwunsch".

## Libros publicados
- BRODA H. y CASAS BRODA, A.: Álbum, Ed. Mestizo, Murcia, 2000 ISBN 84-89356-34-3
- CASAS BRODA, A.: Kinderwunsch, Exploración de la experiencia de la maternidad. Coeditado por La Fábrica y Programa a Fomento y Coinversiones Culturales del FONCA, el Ministerio Federal de Educación, Arte y Cultura de Austria, Fundación Televisa e Hydra, de México, ISBN 97-88415691-42-6